# Valentín Arismendi
Valentín Arismendi Elgue (Montevideo, 1 de julio de 1926) es un contador público uruguayo.

## Carrera
Graduado de contador en la Universidad de la República.
Durante la presidencia de Juan María Bordaberry, se desempeñó como director de la Coprin.
Durante la dictadura cívico-militar (1973-1985) se desempeñó como Ministro de Economía y Finanzas entre el 1 de septiembre de 1976 y el 15 de diciembre de 1982, abarcando toda la presidencia de Aparicio Méndez y parte de la de Gregorio Álvarez. 
Continuó la política económica de su antecesor, el ingeniero Alejandro Végh Villegas. Durante su período se implementó el sistema de paridad cambiaria conocido popularmente como "la tablita", que fijaba la cotización del dólar estadounidense día a día con una anticipación de varios meses. La finalidad de este sistema de tipo de cambio fijo preanunciado era frenar la inflación. El sistema funcionó entre el 13 de octubre de 1978 y el 26 de noviembre de 1982, ocasionando atraso cambiario y pérdida de reservas internacionales por parte del Banco Central del Uruguay. Fue abandonado faltando dos días para las elecciones internas de los partidos políticos. La caída del sistema ocasionó un brusco salto en la cotización del dólar, que acarreó una grave crisis económica, inflación y deterioro salarial.